# Xystrocera bomfordi
Xystrocera bomfordi är en skalbaggsart som beskrevs av Veiga-ferreira 1971. Xystrocera bomfordi ingår i släktet Xystrocera och familjen långhorningar.
Artens utbredningsområde är Moçambique. Inga underarter finns listade i Catalogue of Life.